# Hodorf
Hodorf er en by og kommune i det nordlige Tyskland, beliggende i Amt Itzehoe-Land under Kreis Steinburg. Kreis Steinburg ligger i den sydvestlige del af delstaten Slesvig-Holsten.

## Geografi
Hodorf ligger ca. 6 kilometer sydvest for Itzehoe ved floden Stör syd for en typisk Störmeander. I den sydlige del af kommunen afvander kanalen Klosterwettern marsken.